# 富田京子
富田 京子（とみた きょうこ、1965年6月2日 - ）は、日本のドラマー、作詞家、ミュージシャン、ラジオパーソナリティ。神奈川県横浜市戸塚区生まれ。「プリンセス プリンセス」のメンバーとして知られる。

## 人物・エピソード
- 藤沢市立六会中学校時代に吹奏楽部で打楽器を担当したことがきっかけでドラムを始める。
- 神奈川県立藤沢北高等学校（現：神奈川県立藤沢総合高等学校）に入学し2年まで在籍、明治大学付属中野高等学校編入、卒業。
- 1983年、TDKレコード主催「TDKレディスバンドオーディション」に応募。ドラム部門に合格。1984年、ガールズバンド「赤坂小町」（「プリンセス プリンセス」の前身）のドラマーとしてデビュー。
- プリンセス プリンセスの代表曲「M」「世界でいちばん熱い夏」など数々のヒット曲の作詞も手がける。解散後は、アーティスト&作家として活躍。1997年にECHOESの伊藤浩樹、石井由希子とのユニットW-Visionに参加するが、1999年同ユニット解散。同年、同じく伊藤浩樹と共にパンク系バンドBUGHOUSEを結成するも翌年解散。ちなみにプリンセス プリンセス在籍中、山羊智詞&赤羽女楽団にバンドマスターとして参加している。
- 2004年に初エッセイ集「プリンセス・プリンセスだった! Wonderful Days of Princess Princess」を出版。プリンセス プリンセスの結成、解散、メンバーとの関係、恋愛、結婚、出産、子育て、現在の暮らしを綴った。このエッセイには、プリプリの曲「M」についても綴られている。「M」の歌詞は、元々、富田が交際していたイニシャル“M”の男性との恋愛と思い出、別れの悲しみ、寂しさを詞に表したもので、富田が「M」と別れた後に、ヴォーカルの奥居香の勧めで「M」についての詞を書き、奥居が曲をつけた。「M」は誰のことかと何度も聞かれたが、「Mさんは誰かという秘密は、墓場まで持っていくつもりです」と語っている[1]。
- 解散後、一般人男性と結婚。2001年に長男、2005年に次男を出産した。
- 2008年4月29日、NAONのYAONに出演し、渡辺敦子・ZONEの元メンバー長瀬実夕・舞衣子と4人でスペシャル・ユニット「ゾンプリ」を結成、パフォーマンスを披露した。
- Mr.Childrenのファン。東京ドームをはじめとして、ライヴには何度も足を運んでいる。
- 東京・大阪・福岡スクールオブミュージック専門学校の講師としても活動している。
- 2018年3月4日、藤沢市消防局の一日消防長を務めた[2]。

## 使用機材
- ロジャース - TDKレコードのオーディションでの景品。赤坂小町時代に使用。当時の富田本人には音の違いは解らなかったとのこと。
- パール - デビュー当初はファイバーシェル（FXシリーズ）のセットを使用。これは成人式の晴れ着用の購入資金を使って自費で購入した物。その後パールとモニター契約をして、90年頃からはメイプルシェル（Zシリーズ）のセットに変更。色は両方ともピンク色。メイプルシェルの方のセットは2012年の再結成時にも使われていた。再結成時には新たに「マスターズ」シリーズのセットを使用した。色はピンクとホワイトのグラデーションカラー。さらに東京ドーム公演では一回り小さなミニセットも使用しており、このセットは現在、岸谷香の元に渡っている。

## バンド歴
- プリンセス プリンセス（プリンセス プリンセスに改名前の「赤坂小町」「JULIAN MAMA」にも在籍）
- W-Vision
- BUGHOUSE
- 山羊智詞＆赤羽女楽団
- ゾンプリ

## 歌詞提供
※ プリンセス プリンセス活動時は「とみたきょうこ」のペンネームを使用していたが、解散から数年後に富田京子に戻している。
とみたきょうこ名義
- 安達祐実

「ぼくらのLittle Soul」 作曲・編曲：葉加瀬太郎
「星が一番近い夜」 作曲・編曲：葉加瀬太郎
- 穴井夕子

「WILD CHILD」 作曲：Reimy、編曲：富樫明生
「赤い罪青い純愛」 作曲：Reimy、編曲：富樫明生
- 飯塚雅弓

「がんばって!」 作曲・編曲：長谷川智樹
- 一路真輝

「雨上がりの星空」 作曲：ジョー・リノイエ、編曲：ジョー・リノイエ・鈴川真樹
- GIRLS BE（豊嶋真千子・桑島法子）

「キミとキスしたい」 作曲・編曲：野村義男
- 植草克秀（少年隊）

「君に降るMelody」 作曲：寺田一郎、編曲：安部潤
- 國府田マリ子

「HAPPY HAPPY CHRISTMAS」 作曲：松原みき、編曲：岩本正樹
- 酒井法子

「15歳の私へ」 作曲：奥居香、編曲：土方隆行、コーラスアレンジ：奥居香
「あなたと見た空」 作曲：奥居香、編曲：土方隆行、コーラスアレンジ：奥居香
「フォトグラフ」 作曲：奥居香、編曲：土方隆行、コーラスアレンジ：奥居香
- 酒井美紀

「indigo」 作曲：Le Couple、編曲：十川知司
- 沢田茅乃

「最後の「アンチェインド メロディ」」 作詞：とみたきょうこ・沢田茅乃、作曲：小柴大造、編曲：松本晃彦
「Still I love you」 作詞：小柴大造・とみたきょうこ、作曲：小柴大造、編曲：松本晃彦
「リトル ソング」 作曲：小柴大造、編曲：松本晃彦
「ただ風の向こうに」 作曲：小柴大造、編曲：坂本昌之
「True Blue」 作曲・編曲：小柴大造
「Fly me to the Moon」 作曲：谷本新、編曲：田辺恵二
「True Heart」 作詞：とみたきょうこ・沢田茅乃、作曲：小柴大造、編曲：吉村龍太
「さよならの坂道」 作曲・編曲：中崎英也
- 夏樹リオ

「ラッキィの鳥は捕まえなきゃ逃げてく」 作曲・編曲：Ryo
「わたしの宝物」 作曲：鈴木武夫、編曲：Ryo
- 平家みちよ

「Hey! Hey! Girls Soul」 作曲・編曲：はたけ
- 観月ありさ

「風は吹いてる」 作曲：奥居香、編曲：笹路正徳・奥居香
- 森岡純

「終わらない物語」 作曲：桐生千弘、編曲：笹路正徳
- 森の磯松

「Happy Line」 作曲：中山加奈子
富田京子名義
- 飯塚雅弓

「青空スクールデイズ」 作曲・編曲：松岡モトキ
- KAORU

「明日晴れたら」 作詞：KAORU・富田京子、作曲：KAROU
- カルメンマキ

「百億の孤独」 作曲・編曲：笹路正徳
「捨てられたイブ」 作詞：富田京子・カルメンマキ、作曲・編曲：朝本浩文
「アポトーシス」 作曲：Chihiro、編曲：笹路正徳
- 金月真美

「ずっとずっと」 作詞：ワダヒロキ・富田京子、作曲・編曲：ワダヒロキ
- KENYA with J-TRAP

「願い」 作詞：富田京子・園田凌士、作曲：たいせー
- 小泉恒平

「チャンス」 作曲：小泉恒平、編曲：小野沢篤
- 財津和夫

「バイバイロマンス」 作曲：財津和夫
- SHAKE

「kira kira」作曲：愛川ヒロキ
「永遠☆Shooting Star」作曲：愛川ヒロキ
- Kanako.s

「オレンジ」作曲：愛川ヒロキ
「Buddy」作曲:愛川ヒロキ
「咲カヌ花」作曲:愛川ヒロキ
「コイゴコロ」作曲：愛川ヒロキ
- TUBE

「湘南リグレット」作曲：岸谷香、編曲：横山裕章

## 書籍
- いつか忘れられる詩（1994年10月11日、シンコー･ミュージック） - 写真：藤井春日。奥付の著者は富田京子・藤井春日となっている。
- プリンセス プリンセスだった! Wonderful Days of Princess Princess（2004年3月18日、史輝出版）

## メディア出演

### ラジオ
- 湘南ビートランド（1996年10月 - 2001年9月・2011年4月 - 、レディオ湘南）
- 富田京子の勝ち抜き!生歌オーディション!（2018年 - 、Tokyo Star Radio）
- フロムキッチンサタデー!（2023年 - 、FMやまと）

### テレビ
- X年後の関係者たち 〜あのムーブメントの舞台裏〜『バンドブーム2時間SP』（2025年3月9日、BS-TBS）[3]